# アレックス・モレノ
アレックス・モレノ（Álex Moreno）こと、アレシャンドレ・モレノ・ロペラ（Alexandre "Álex" Moreno Lopera,  1993年6月8日 - ）は、スペイン・カタルーニャ州バルセロナ県サン・サドゥルニ・ダノヤ出身のプロサッカー選手。アストン・ヴィラFCに所属している。ポジションはDF。

## 来歴
1993年6月8日に生まれ、幼い頃から足元にボールを置いてサッカーの試合を見に行く父親の後を追ってサッカーに興味を持った。
2011年4月にFCビラフランカのカンテラからFCバルセロナの育成組織ラ・マシアに入団し、リオネル・メッシ、カルレス・プジョル、セルヒオ・ブスケッツ、ダニエウ・アウベス、ジェラール・ピケ、ダビド・ビジャといったトップチームの選手たちと練習を共にした。
定期的に出場していたものの翌2012年に解雇され、同年7月にセグンダ・ディビシオンBのUEリャゴステラに入団して、コパ・デル・レイデビューや3部リーグでプロデビューを果たす。
2013年7月5日、セグンダ・ディビシオンに降格したRCDマジョルカに移籍して2部リーグをした。マジョルカの監督を務めていたルイス・オルトラ監督のもとでマルコ・アセンシオやジェラール・モレノといった選手とチームを共有して活躍した。
マジョルカでの活躍が認められ、2014年7月15日にパコ・ヘメス監督率いるラージョ・バジェカーノと4年契約を締結。9月14日のエルチェCF戦で、リーガBBVA初出場を果たす。
しかし、2014-15シーズンは11試合の出場に終わる。2015-16シーズンはエルチェCFに期限付き移籍をして40試合以上に出場し2ゴールを挙げる活躍をしたが、保有権を持つラージョはセグンダ・ディビシオンに降格となった。
2016-17シーズンにラージョに復帰すると、2017-18シーズンは1部リーグ復帰を決めるゴールを挙げるなどして2部リーグ優勝に貢献した。
2019年8月21日、レアル・ベティスと2024年までの契約を結んだ。マヌエル・ペジェグリーニ監督率いるチームの左サイドバックとして定着すると、2020-2021シーズンにはUEFAヨーロッパリーグへの出場権を獲得した。
2023年1月12日、アストン・ヴィラFCに移籍金非公開で完全移籍した事を発表。
2024年8月21日、 ノッティンガム・フォレスト へローン移籍を発表。

## タイトル

### クラブ
ラージョ・バジェカーノ
- セグンダ・ディビシオン : 1回 (2017-18)

レアル・ベティス
- コパ・デル・レイ : 1回 (2021-22)